# Мантия Земли
Ма́нтия — часть Земли (геосфера), расположенная непосредственно под корой и выше ядра. В ней находится большая часть вещества Земли. Мантия есть и на других планетах земной группы. Земная мантия находится в диапазоне от 30 до 2900 км от земной поверхности. Мантия занимает около 80 % объёма Земли.
Границей между корой и мантией служит граница Мохоровичича или, сокращённо, Мохо. На ней происходит резкое увеличение сейсмических скоростей — от 7 до 8—8,2 км/с. Находится эта граница на глубине от 7 (под океанами) до 70 километров (под складчатыми поясами). Мантия Земли подразделяется на верхнюю мантию и нижнюю мантию. Границей между этими геосферами служит слой Голицына, располагающийся на глубине около 673 км.
В начале XX века активно обсуждалась природа границы Мохоровичича. Некоторые исследователи предполагали, что там происходит метаморфическая реакция, в результате которой образуются породы с высокой плотностью. В качестве такой реакции предлагалась реакция эклогитизации, в результате которой породы базальтового состава превращаются в эклогит, и их плотность увеличивается на 30 %. Другие учёные объясняли резкое увеличение скоростей сейсмических волн изменением состава пород — от относительно лёгких коровых кислых и основных к плотным мантийным ультраосновным породам. Эта точка зрения сейчас является общепризнанной.
Отличие состава земной коры и мантии — следствие их происхождения: исходно однородная Земля в результате частичного плавления разделилась на легкоплавкую и лёгкую часть — кору и плотную и тугоплавкую мантию.